# Hoplitis hierichonica
Hoplitis hierichonica là một loài Hymenoptera trong họ Megachilidae. Loài này được Mavromoustakis mô tả khoa học năm 1949.